# Wehrkreis XVIII
Het Wehrkreis XVIII (Salzburg)  (vrije vertaling: 18e militaire district (Salzburg)) was een territoriaal militaire bestuurlijke eenheid dat tijdens de "Anschluss" van Oostenrijk opgericht werd. En werd toegevoegd aan het nationaalsocialistische Duitse Rijk. Het bestond vanaf 1938 tot 1945.
Het Wehrkreis XVIII was verantwoordelijk voor de militaire veiligheid van het Salzburg, Tirol, en Stiermarken. En later werd de CdZ-gebieden Untersteiermark en Kärnten und Krain toegevoegd. Het voorzag ook in de bevoorrading en training van delen van het leger van de Heer in het gebied.
Het gebied van het Wehrkreis XVII was 59.000 vierkante kilometer, met een bevolking van 3.000.000 in 1944. Het hoofdkwartier van het Wehrkreis XVII  was gevestigd in Salzburg.
Het Wehrkreis XVIII  had twee Wehrersatzbezirke (vrije vertaling: twee reserve militaire districten) Graz en Innsbruck.

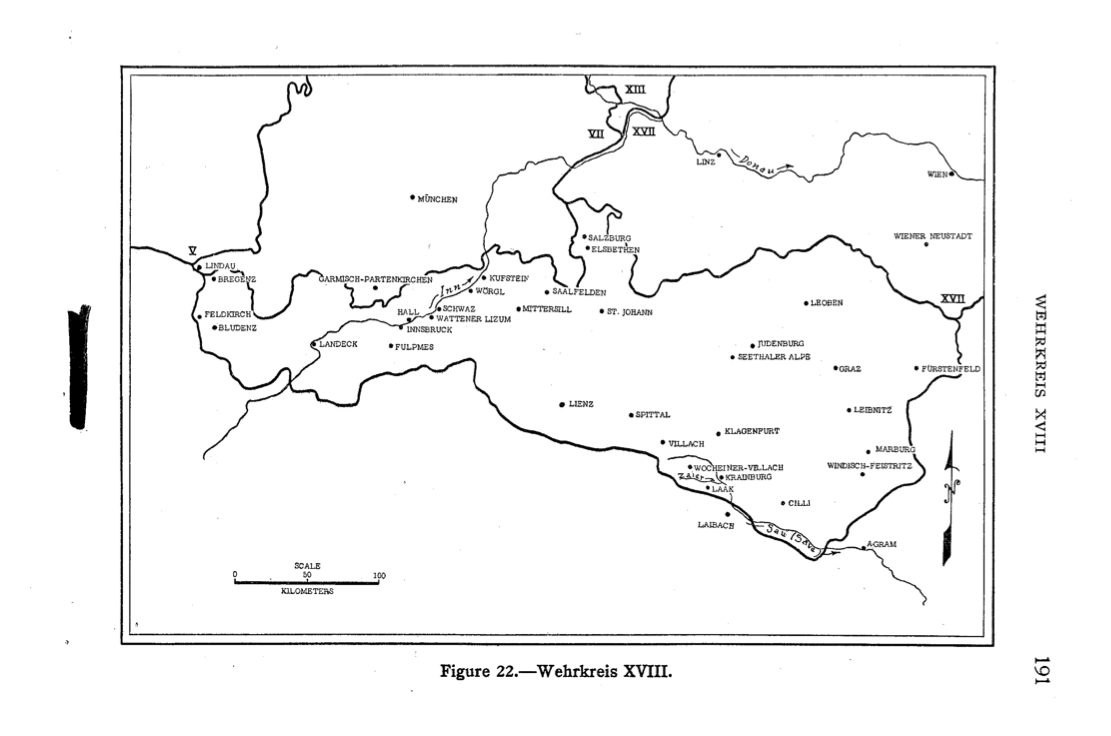
Kaart van het Wehrkreis XVIII in 1944.

## Bevelhebbers[3]
| Rang                       | Naam                   | Begin                               | Eind                               | Opmerking |
| -------------------------- | ---------------------- | ----------------------------------- | ---------------------------------- | --------- |
| General der Infanterie     | Eugen Beyer            | 1 april 1938                        | 25 augustus 1939                   |           |
| General der Infanterie     | Hubert Schaller-Kalide | 26 augustus 1939 - 1 september 1939 | 31 januari 1943                    |           |
| General der Infanterie     | Friedrich Materna      | 31 januari 1943 - 1 februari 1943   | 9 december 1943 - 10 december 1943 |           |
| General der Gebirgstruppen | Franz Böhme            | 10 december 1943 - 1 januari 1944   | 23 juni 1944 - 24 juni 1944        |           |
| General der Gebirgstruppen | Julius Ringel          | 24 juni 1944 - 20 juli 1944         | 4 mei 1945                         |           |
| General der Gebirgstruppen | Kurt Versock           | 5 mei 1945                          | 8 mei 1945                         |           |

## Politieautoriteiten en SD-diensten
Höherer SS- und Polizeiführer (HSSPF):
- Erwin Rösener (16 december 1941 - 8 mei 1945[12])

Befehlshaber der Ordnungspolizei (BdO):
- Karl Brenner (7 maart 1943 - 30 september 1943[13])

Inspekteur der Ordnungspolizei (IdO): 
- Franz Walter Stahlecker (20 mei 1938 - 1 juni 1939[14])
- Karl Brenner (1 februari 1942 - 17 maart 1942[13])

## Höhere Kommandeur der Kriegsgefangenen
- SS-Obergruppenführer en Generaal in de Waffen-SS en politie Erwin Rösener (1 oktober 1944 - 8 mei 1945[15])